# アッダー (潜水艦)
|          |                                               |
| 艦歴     |                                               |
| 発注     |                                               |
| 起工     | 1900年10月3日                                 |
| 進水     | 1901年7月22日                                 |
| 就役     | 1903年1月12日                                 |
| 退役     | 1919年12月12日                                |
| その後   | 標的艦として海没処分                          |
| 除籍     |                                               |
| 性能諸元 |                                               |
| 排水量   | 107トン                                       |
| 全長     | 64 ft (20 m)                                  |
| 全幅     | 12 ft (4 m)                                   |
| 吃水     | 11 ft (3 m)                                   |
| 機関     |                                               |
| 最大速   | 水上 8ノット (15 km/h) 水中 7ノット (13 km/h) |
| 乗員     | 7名                                           |
| 兵装     | 18インチ魚雷発射管1門                         |

アッダー (USS Adder, SS-3) は、アメリカ海軍の潜水艦。プランジャー級潜水艦の一隻。

## 艦歴
アッダーは1900年10月3日にニュージャージー州エリザベスのクレセント造船所で起工した。1901年7月22日に命名、進水し、1903年1月12日にニューヨーク州ニューサフォークのホーランド・トーピードボート社でフランク・L・ピニー少尉の指揮下就役する。
ニューポートの海軍水雷ステーションでの最初の実験任務後、アッダーはノーフォーク海軍造船所にタグボートのピオリアによって牽引され、1903年12月4日に到着した。1904年1月、アッダーは予備役水雷小艦隊に配属される。1909年7月26日に退役したアッダーは給炭艦シーザー (USS Caesar, AC-16) に搭載されフィリピンに運搬、1909年10月1日に到着した。 
1910年2月10日に再就役したアッダーはアジア水雷艦隊、第1潜水分艦隊に配属される。ほぼ10年間をカヴィテおよびオロンガポを拠点として活動し、主に訓練と実験研究に従事した。この間の1911年11月17日にアッダーは A-2 へと改名された。
第一次世界大戦中に A-2 はマニラ湾の入り口、コレヒドール島の付近の偵察に従事した。A-2 は1919年12月12日に退役し、1920年7月17日に船体番号 SS-3 が指定され、1920年9月24日に標的艦に指定された。その後、1922年1月16日に除籍された。